# Ata el-Ayoubi
 (décembre 2016).
Si vous disposez d'ouvrages ou d'articles de référence ou si vous connaissez des sites web de qualité traitant du thème abordé ici, merci de compléter l'article en donnant les références utiles à sa vérifiabilité et en les liant à la section « Notes et références ».
Ata Bey el-Ayoubi (en arabe : عطا الأيوبي / ʿAṭā al-Ayyūbī), né le 25 mars 1877 et mort le 21 décembre 1951, premier ministre et président de l'état syrien.

## Biographie

### Ses débuts
Ayoubi est né à Damas, dans une famille engagée politiquement. Il a fait ses études à Istanbul, c'est là-bas qu'il a étudié l'administration publique avant de commencer sa carrière professionnelle comme fonctionnaire.

### Premiers mandats politiques
En 1908, il est nommé gouverneur de Lattaquié, une ville sur la côte syrienne. Durant la révolte arabe de 1916-1918 contre le pouvoir ottoman, il n'a pris parti pour aucun des deux camps. Néanmoins, quand l'Empire ottoman a été défait en 1918, il est retourné vivre à Damas.Durant les quatre jours qui se sont passés, entre le départ de l'armée turque et l'arrivée des armées arabes, il a créé un gouvernement provisoire avec un groupe de notables syrien, dont entre autres l'émir Said al-Jazairi, son beau-frère et petit-fils de l'émir AbdelKader, qui vivait aussi à Damas.

### Son soutien aux nationalistes syriens
En juillet 1920, sous le règne du roi Fayçal, le premier ministre, Ala'eddin Droubi le nomme ministre de l'intérieur.
Après la mise en place du mandat français en Syrie, Ayoubi garde son poste de ministre de l'intérieur. Néanmoins, il a noué des contacts avec des chefs nationalistes, il a établi une contrebande d'armes et d'argent avec Saleh al-Ali, leader de la révolte syrienne de 1925-1927 sur la côte ouest et Ibrahim Hananu leader de la "Révolte d'Alep".
À Lattaquié il s'est servi de son poste de premier ministre, pour aider les insurgés Syriens à ne pas se faire arrêter par la police, et il leur a donné de nombreuses informations sur les garnisons françaises pour mener des guets-apens.
Il était ministre lors de la bataille de Maysaloun menée par le ministre de la guerre, et le chef d'état-major, Youssef al-Azmeh.En août 1920, un groupe d'hommes a tenté de l'assassiner, ils l'accusaient de trahison pour avoir accepté le mandat français en Syrie. Mais il a gardé son poste, devenant en 1922 ministre de la justice dans le gouvernement pro-français de Subhi Barakat, il a gardé son poste jusqu'en 1925, date du grand soulèvement syrien contre les Français.

### Action dans le parti du bloc national
En 1928, il s'allie au Bloc national, principal parti politique contre la présence française en Syrie, sans être membre du parti. 
En mars 1934, le premier ministre Taj al-Din al-Hasani le nomme ministre de la justice. 
Les relations entre le Bloc national et les autorités françaises se dégradent brusquement début 1936, et les dirigeants nationalistes invitent les Syriens à faire la grève. La grève dure pendant 36 jours, et les Français n'hésitent pas à arrêter et à battre les grévistes. La communauté internationale est indignée de l'attitude de la France pendant ce conflit. 
Ata el Ayoubi, connu comme un homme pondéré devient alors chef du gouvernement et accepte de jouer les conciliateurs. Grâce à lui, Al Atassi et Martel acceptent de signer un accord prévoyant de constituer une délégation syrienne pour aller négocier à Paris un traité d'amitié et d'alliance sur la base de l'indépendance et de la souveraineté de la Syrie, dans le cadre de son unité historique.

### L'indépendance
Le gouvernement de coalition composé par El Ayouybi regroupe des personnalités politiques pro-françaises, et d'autres indépendantistes, membres du Bloc. À la fin des négociations entre le Bloc et les autorités françaises pour le traité d'indépendance, il adresse alors un message de remerciement au chef du gouvernement français en tant que  président du conseil des ministres syriens. .  
Ata Bey el-Ayoubi démissionne de son poste la même année. Toutefois il reçoit la cravate du commandeur de la Légion d'honneur, en reconnaissance  de l'habilité et du tact qu'il a déployé au cours de sa présidence.  
Avec le chef nationaliste, président du Bloc national, Hachem al-Atassi, il décide de la mise en place d'une nouvelle grève de soixante jours et il annonce la signature d'un accord avec la France qui garantirait l'indépendance de la Syrie pendant au moins 25 ans. Les Syriens ont accepté cet accord, mais pas les Français qui craignaient de perdre une colonie importante dans le monde arabe, si une deuxième guerre mondiale éclatait. 
De mars à juillet 1943, il assure la présidence à la tête de l'état syrien, puis à la suite de l'élection de Shukri al-Kuwatli, il quitte la vie politique.

## Franc-maçonnerie
Initié dans la loge «Light of Damascus» le 14 avril 1910 à Damas sous juridiction de la Grande loge d'Ecosse, très vite il deviendra maître et sera membre du collège des officiers de la loge en 1924. Il est également affilié à la loge «Syrie» de Damas. En 1939, il devient le premier grand maître de la Grande Loge Syrienne,. 